# UPS (기업)
UPS 또는 유피에스(United Parcel Service, 유나이티드 파슬 서비스)는 국제 화물 운송을 주로 취급하는 세계적인 기업이다. 본사는 미국 조지아주의 샌디스프링스에 있다. 전 세계 200 여개 국가에 91,700대 차량과 500여대 항공기 등으로 하루 화물 1,480만 개 이상을 취급하며 40만 명 이상의 직원이 있다.

## 역사
"유나이티드 파슬 서비스"는 1907년 8월 28일 워싱턴주의 시애틀에서 "아메리칸 메신저 컴퍼니"(American Messenger Company)란 이름으로 창립했으며, 6년 후 1913년 "머첸트 파슬 딜리버리"(Merchants Parcel Delivery)로 사명을 바꾸고, 포드 모델 T를 구입하여 시애틀 우체국의 배송 업무를 맡았다. 현재 사명은 1919년에 바꾸었다. 1922년에 택배 사업을 시작하였으며 1930년 뉴욕 시에 진출한 후 1978년부터 미국과 캐나다 전역에 배달했다. 대한민국에 1980년대 후반에 진출하였고 그 후 시장 확대를 위해 1996년 3월 대한통운과 합작으로 UPS 대한통운을 설립하였다. 2008년 6월 18일 대한통운의 지분을 인수하여 단독 출자 대한민국 법인으로 개편하였다.

## 사진

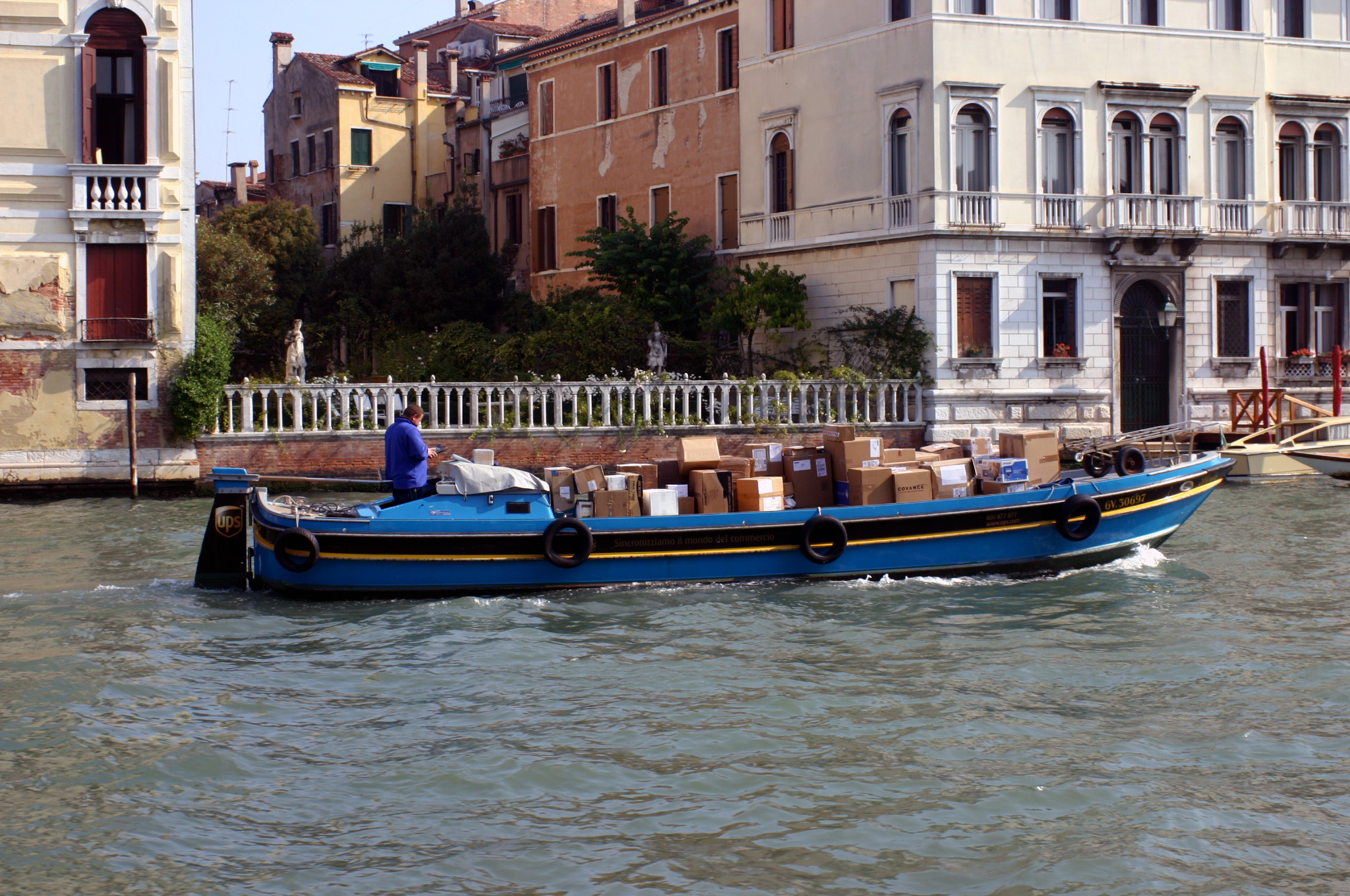
UPS의 보트
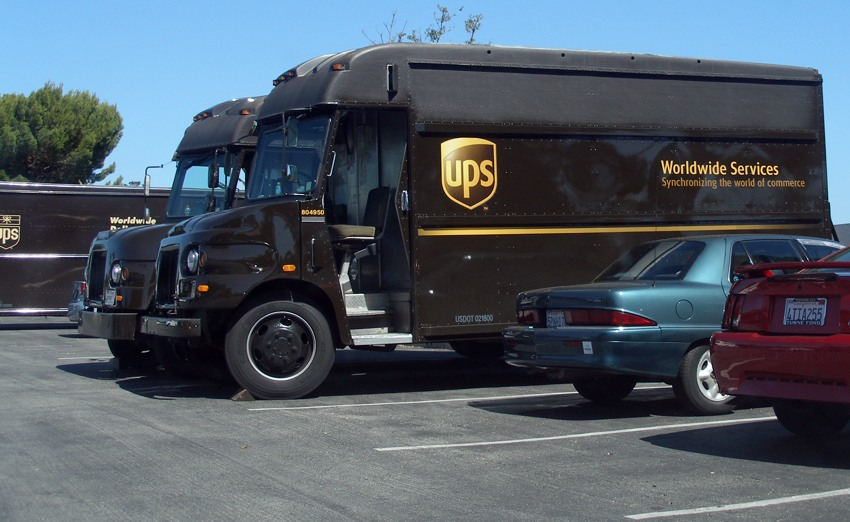
UPS의 차량
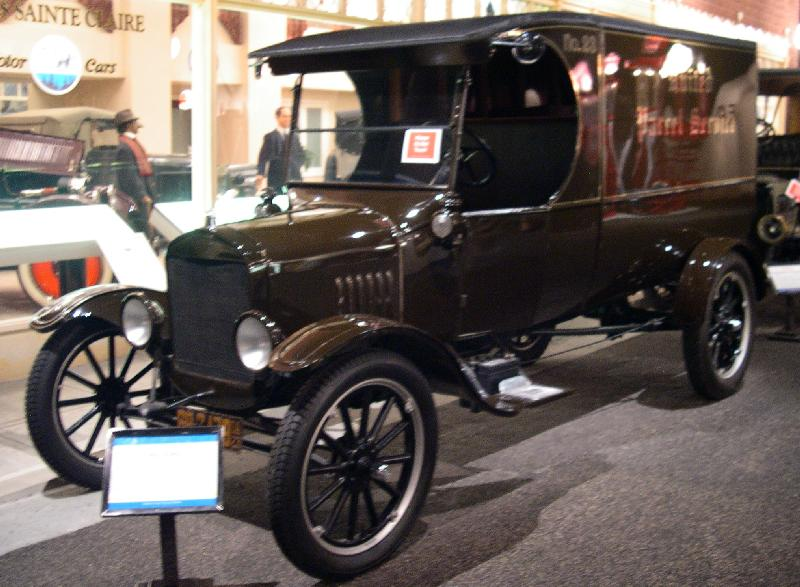
1923년에 구입한 포드 모델 T

## 같이 보기
- CJ대한통운
- 페덱스
- UPS 항공